# مخلمة
المخلمة وهي اكلة عراقية تتكون من البيض واللحم والطماطم، تحضر عن طريق وضع بصل مفروم في المقلاة على النار هادئة حتى ينضج ويوضع بعدها اللحم المفروم مع البصل حتى ينضج، ثم تضاف الطماطم والبيض ويتم تحريكها حتى يمتزج البيض مع جميع المكونات، ثم يترك على نار هادئة حتى تكتمل.
تؤكل المخلمة مع الخبز أو الصمون الحجري، وتكون في الغالب وجبة فطور أو وجبة عشاء؛ تختلف طريقة عملها من بيت إلى آخر، فبعضهم لا يضيف إليها البيض وتسمى في بعض مناطق العراق بإسم {الحميسة}، والبعض الاخر منهم لا يضيف الطماطم، وقد لا تحتوي المخلمة على اللحم، فقط تجهز من البيض والطمام أو يستبدل اللحم بالبطاطا، وقد تحتوي المخلمة على مكونات أخرى لإعطائها مذاق أفضل. وقد تُشابه المخلمة طبق عند المصريين يسمى العجة.

## المكونات
1. بيض
2. لحم
3. طماطم
4. زيت الزيتون
5. بصل

وقد تضاف إليها مع المكونات نكهات أو مجموعة من الخضراوات، مثل:
1. الفلفل
2. بقدونس
3. بطاطا